# Parafia św. Marii Magdaleny w Dobrodzieniu
Parafia św. Marii Magdaleny – rzymskokatolicka parafia położona w Dobrodzieniu. Parafia należy do  dekanatu Dobrodzień w diecezji opolskiej.

## Historia parafii
Parafia została utworzona w 1311 roku. W 1447 roku istnienie parafii zostało poświadczone w rejestrze świętopietrza w dekanacie oleskim. Wpływy husyckie w XV wieku oraz protestanckie w czasie reformacji sprawiły, że w Dobrodzieniu zamieszkiwało wielu protestantów. Kościół parafialny został wybudowany w latach 1851–1854.
Proboszczem parafii jest ks. Mariusz Kleman.

## Liczebność i zasięg parafii
Parafię zamieszkuje 4834 mieszkańców, swym zasięgiem duszpasterskim obejmuje ona ulice:

- Akacjową,
- Arki Bożka,
- J. Bieńka,
- Chłopską,
- dr Dzierży,
- Dworcową,
- RZS Jedność,
- Jodłową,
- Kolejową,
- Kościuszki,
- Leśną,
- Lubliniecką,
- Karola Miarki,
- Mickiewicza,
- Miodową,
- Moniuszki,
- Piastowską,
- Powstańców (numery od 1 do 42),
- Pocztową,
- Polną,
- Ogrodową,
- Opolską,
- Oleską,
- Reymonta,
- Rzędowicką,
- Solną,
- E. Steina,
- Topolową,
- Kol. Wieczorka,
- Wiejską,
- pl. Wolności,
- Zieloną

oraz miejscowości:
- Bąki,
- Bzinica Nowa,
- Bzionków,
- Bzinica Stara,
- Główczyce,
- Gosławice,
- Kolejka,
- Rędzina,
- Rzędowice,
- Zwóz.

## Miejsca kultu
- Kościół św. Marii Magdaleny w Dobrodzieniu (kościół parafialny)
- Kościół św. Walentego w Dobrodzieniu (kościół filialny)
- Kaplica Matki Boskiej Różańcowej w Rzędowicach
- Kaplica w szpitalu w Dobrodzieniu
- Kaplica w klasztorze sióstr św. Elżbiety

### Domy zakonne
- Klasztor Zgromadzenia Sióstr św. Elżbiety[3].

## Proboszczowie po 1945
- ks. Jan Gładysz
- ks. Stanisław Kras
- ks. Rudolf Kuś
- ks. Alfred Waindok
- ks. Mariusz Kleman